# Фізичний закон
Фізичний закон — наукове узагальнення, що ґрунтується на емпіричному спостереженні за поведінкою природних тіл, яке вважається універсальним і незмінним фактом фізичного світу.
Відкриті людством фізичні закони в строгому словесному і/або математичному формулюванні виражають стійкі, повторювані в експерименті зв'язки між фізичними величинами в явищах, процесах і станах тіл та інших матеріальних об'єктів навколишнього світу.
Попри свій статус беззаперечного знання, закони можуть змінюватися і втрачати свою справедливість у тому випадку, коли з'являються нові дані, що суперечать їм.
Виявлення фізичних закономірностей є основним завданням фізичної науки.

## Опис
Для того, щоб певний зв'язок можна було назвати фізичним законом, він має задовольняти таким вимогам:
- Емпіричне підтвердження: фізичний закон вважають установленим, якщо він має експериментальне підтвердження.
- Універсальність: математичний вираз часткового закону, що визначає зв'язки між параметрами однієї конкретної системи, може іноді описувати найрізноманітніші явища. Крім того, відповідно до принципу єдності законів природи, часткові закони застосовні, в межах наявних обмежень параметрів об'єкта і середовища, в будь-якій точці Всесвіту, а загальні закони однаково діють на всіх рівнях організації матерії в просторі і часі, а також визначають природу Всесвіту[2][3].
- Стійкість: властивості Всесвіту визначають незмінність фізичних законів[4].

Хоча фізичні закони, як правило, виражають строгим словесним твердженням та/або математичної формули, за висловом нобелівського лауреата Поля Дірака "«фізичний закон повинен мати математичну красу». Крім того, цікавий такий факт: відзначено, що з 35 законів елементарної фізики лише 17 формулюють за допомогою математичних рівнянь і з більш ніж 300 понять лише близько 50 вводять за допомогою формул, інші формулюють і вводять лише словесно.

## Приклади
Серед прикладів законів природи
- Закони збереження
- Рівняння руху

Деякі з найвідоміших фізичних законів:
- Закон Архімеда
- Закон Бойля — Маріотта
- Закон всесвітнього тяжіння
- Закони Ньютона
- Закон Кулона
- Рівняння Максвелла
- Закони термодинаміки
- Закони Фарадея
- Закон збереження енергії
- Принцип найменшої дії
- H-теорема
- Принцип невизначеності
- Принцип доповнюваності

## Закони-принципи
Деякі фізичні закони не можна довести, вони є основними, тобто носять універсальний характер у рамках галузі застосування і за своєю суттю є визначеннями. Такі закони часто називають принципами. Вони є узагальненням експериментальних фактів. До них належать, наприклад, другий закон Ньютона (визначення сили), закон збереження енергії (визначення енергії), принцип найменшої дії (визначення дії) тощо.
Також існує низка фізичних принципів, які є найширшим, всеохопним узагальненням часткових законів фізики. До них належать: принцип невизначеності, принцип причинності, принцип доповнюваності, принцип еквівалентності, принцип релятивістської інваріантності тощо. Їх формулюють як ідеї, що узагальнюють експериментальні дані і дозволяють одноманітно пояснити всю сукупність розглянутих певною теорією явищ.
Деякі фізичні теорії: класична механіка, термодинаміка, теорія відносності, будуються на основі невеликого числа початкових фізичних принципів, з яких як наслідки виводяться всі приватні закони. Такий підхід до вивчення явищ природи отримав назву методу принципів. Його основоположниками є Ньютон і Ейнштейн.
Метод принципів не використовує ніяких гіпотез про внутрішні механізми досліджуваних явищ. Він безпосередньо спирається на узагальнення дослідних фактів, які й вважають принципами. Цінність методу принципів полягає в міцності отримуваних за його допомогою результатів.

## Закони-наслідки симетрій
Частина фізичних законів є простими наслідками деяких симетрій, наявних у системі. Так, закони збереження, згідно з теоремою Нетер, є наслідками симетрії простору і час. А принцип Паулі, наприклад, є наслідком ідентичності електронів (антисиметричність їхніх хвильових функцій відносно перестановки частинок).

## Приблизність законів
Усі фізичні закони є наслідком емпіричних спостережень і істинні з тією точністю, з якою істинні експериментальні спостереження. Це обмеження не дозволяє стверджувати, що якийсь із законів має абсолютний характер. Відомо, що частина законів свідомо не є абсолютно точними, а являють собою наближення до точніших. Так, закони Ньютона справедливі тільки для досить масивних тіл, що рухаються зі швидкостями, значно меншими від швидкості світла. Точнішими є закони квантової механіки і спеціальної теорії відносності. Однак, і вони, своєю чергою, є наближеннями точніших рівнянь квантової теорії поля.